# Abdulrahman Taiwo
Abdulrahman Taiwo (Lagos, 5 agosto 1998) è un calciatore nigeriano, attaccante del Riga FC.

## Carriera

### Club
Approda in Europa nel 2017, tesserato dal Bursaspor, che lo inserisce nel proprio settore giovanile. A settembre si trasferisce al Zbrojovka Brno, con cui resta per pochi mesi; nel gennaio del 2018 passa al Nitra. Dopo una positiva prima parte di stagione, il 25 gennaio 2019 viene acquistato dal DAC Dunajská Streda.

### Nazionale
Convocato nella squadra provvisoria della nazionale olimpica nigeriana per la rassegna di Rio 2016, non viene poi inserito nella rosa definitiva per la manifestazione.

## Statistiche

### Presenze e reti nei club
Statistiche aggiornate al 28 agosto 2020.
| Stagione                   | Squadra                    | Campionato                 | Campionato | Campionato | Coppe nazionali | Coppe nazionali | Coppe nazionali | Coppe europee | Coppe europee | Coppe europee | Altre coppe | Altre coppe | Altre coppe | Totale | Totale |
| Stagione                   | Squadra                    | Comp                       | Pres       | Reti       | Comp            | Pres            | Reti            | Comp          | Pres          | Reti          | Comp        | Pres        | Reti        | Pres   | Reti   |
| -------------------------- | -------------------------- | -------------------------- | ---------- | ---------- | --------------- | --------------- | --------------- | ------------- | ------------- | ------------- | ----------- | ----------- | ----------- | ------ | ------ |
| 2018-gen. 2019             | Nitra                      | SL                         | 18         | 4          | CS              | 3               | 2               | -             | -             | -             | -           | -           | -           | 21     | 6      |
| gen.-giu. 2019             | DAC Dunajská Streda        | SL                         | 9          | 4          | CS              | 0               | 0               | UEL           | -             | -             | -           | -           | -           | 9      | 4      |
| 2019-gen. 2020             | DAC Dunajská Streda        | SL                         | 9          | 2          | CS              | 3               | 1               | UEL           | 3             | 0             | -           | -           | -           | 15     | 3      |
| Totale DAC Dunajská Streda | Totale DAC Dunajská Streda | Totale DAC Dunajská Streda | 18         | 6          |                 | 3               | 1               |               | 3             | 0             |             | -           | -           | 24     | 7      |
| gen.-giu. 2020             | Karviná                    | 1L                         | 13         | 3          | CR              | 0               | 0               | -             | -             | -             | -           | -           | -           | 13     | 3      |
| Totale carriera            | Totale carriera            | Totale carriera            | 49         | 13         |                 | 6               | 3               |               | 3             | 0             |             | -           | -           | 58     | 16     |

## Palmarès

### Club

#### Competizioni nazionali
- Coppa di Slovacchia: 1

Spartak Trnava: 2022-2023
- Coppa di Lettonia: 1

Riga FC: 2023
- Supercoppa di Lettonia: 1

Riga FC: 2024